# Club Deportivo Oriente Petrolero
O Club Deportivo Oriente Petrolero é um clube de futebol boliviano fundado em 5 de novembro de 1955, na cidade de Santa Cruz de la Sierra. Manda seus jogos no Estádio Ramon "Tauhichi" Aguilera, com capacidade para 35.000 pessoas.
Juntamente com o The Strongest, é um dos únicos clubes que nunca disputaram a Segunda Divisão boliviana.

## História

### Origens:1955
Quando a Associación de Santa Cruz (liga de futebol local) era ainda amadora, se formou um clube com base em uma equipe de bairro chamada Petroleros, formada unicamente por trabalhadores da YPFB (companhia petrolífera estatal boliviana). Sua fundação foi em 5 de novembro de 1955. Se inscreveu na associação de futebol em 1956 já com o nome de Oriente Petrolero.

### Títulos na era amadora:1957-1964
Em 1957, o Oriente Petrolero subiu para a primeira divisão local. Em 1958 e 1959 venceu campeonatos amadores locais. Foi bicampeão cruceño (natural de Santa Cruz de la Sierra) amador em 1961 e 1962 e tornou a vencer em 1964 sendo este o último campeonato da era amadora. 

### Títulos da era profissional:1965-1976
Em 1965, o profissionalismo se instalou definitivamente no futebol de Santa Cruz de La Sierra e o Oriente Petrolero venceu o seu primeiro campeonato cruceño profissional em 1967 iniciando um sensacional heptacampeonato vencendo também os campeonatos de 1968, 1969, 1970, 1971, 1972 e 1973. Voltaria a vencer o campeonato cruceño em 1976.

### Primeiro campeonato nacional e primeiraLibertadores:1971-1972
O Oriente Petrolero venceu seu primeiro campeonato nacional, a Copa Simón Bolivar (o equivalente ao campeonato boliviano de hoje) em 1971, o que lhe deu o direito de disputar a Copa Libertadores da América de 1972. O clube já participou desse torneio 18 vezes.

### Liga profissional:1977-1979
O Oriente Petrolero começou a participar da liga profissional em 1977 tornado-se campeão em 1979.

### A melhorLibertadorese mais um título:1988-1990
O vice-campeonato boliviano de 1987 deu ao Oriente Petrolero o direito de participar da Copa Libertadores da América de 1988. Nesse ano, o Oriente Petrolero fez sua melhor campanha até hoje na Libertadores: chegou às quartas-de-final eliminando equipes tradicionais da América do Sul tais como o Club Olimpia, do Paraguai e o Colo-Colo, do Chile. Acabou sendo eliminado pelo América de Cáli, da Colômbia. Para compensar essa tristeza, venceu mais um campeonato boliviano em 1990.

### Século XXI:2001até hoje
O Oriente Petrolero passou por um período de "vacas magras" que só seria interrompido em 2001 quando conquistou o campeonato boliviano desse ano. O clube vence, em 2003, a primeira Copa Aerosur (realizada na cidade de Buenos Aires, Argentina), um importante torneio patrocinado por uma companhia aérea e no qual participam os principais clubes bolivianos. O Oriente Petrolero volta a vencer essa competição em 2005 - no ano em que o club cruceño completou 50 anos de existência - e chegou à grande final da Copa Aerosur de 2007 contra a equipe do The Strongest que acabaria sagrando-se campeã.

## Títulos
| NACIONAIS | NACIONAIS            | NACIONAIS | NACIONAIS                                                         |
|           | Competição           | Títulos   | Temporadas                                                        |
| --------- | -------------------- | --------- | ----------------------------------------------------------------- |
|           | Campeonato Boliviano | 5         | 1971, 1979, 1990, 2001 e 2010-C                                   |
|           | Copa Simón Bolívar   | 2         | 1971                                                              |
|           | Copa Aerosur         | 2         | 2003 e 2005                                                       |
| REGIONAIS |                      |           |                                                                   |
|           | Competição           | Títulos   | Temporadas                                                        |
|           | Campeonato Cruceño   | 11        | 1961, 1962, 1964, 1967, 1968, 1969, 1970, 1971, 1972, 1973 e 1976 |

LEGENDA: 
C:  Torneio Clausura